# 가두 징병
가두 징병(街頭徵兵)은 징병대상자에게 소집영장을 발부하지 않고 길거리를 다니는 민간인이나 가택수색을 하여 찾아낸 민간인들을 징병하는 일이다.
징병제가 확립되어 있거나 국민의 병역의무를 확실하게 병역법 등 법률로써 명시한 나라에서는 볼 수 없는 종류의 징병으로 주로 모병제국가에서 전면전이 발생했을 때나 국가의 안정이 안 되어 있는 나라에서 행한다.
대한민국은 창군 후 모병제를 하다가 한국 전쟁 당시 병력의 급격한 충원을 위하여 대부분의 병력을 가두징병으로 충당하였다.
대한민국에서는 한국 전쟁이 휴전된 후 병역의무와 징병제를 법률로써 확립하여 가두징병이 없어졌다.